# Hedlunda
Hedlunda är en tätort i Lycksele kommun, Västerbottens län.

## Befolkningsutveckling
| Befolkningsutvecklingen i Hedlunda 1990–2020                                    | Befolkningsutvecklingen i Hedlunda 1990–2020 | Befolkningsutvecklingen i Hedlunda 1990–2020 | Befolkningsutvecklingen i Hedlunda 1990–2020 | Befolkningsutvecklingen i Hedlunda 1990–2020 |
| ------------------------------------------------------------------------------- | -------------------------------------------- | -------------------------------------------- | -------------------------------------------- | -------------------------------------------- |
|                                                                                 |                                              |                                              |                                              |                                              |
| År                                                                              |                                              |                                              | Folkmängd                                    | Areal (ha)                                   |
| 1990                                                                            | 1990                                         |                                              | 204                                          | #                                            |
| 1995                                                                            | 1995                                         |                                              | 209                                          | 26                                           |
| 2000                                                                            | 2000                                         |                                              | 189                                          | 32#                                          |
| 2005                                                                            | 2005                                         |                                              | 177                                          | 31#                                          |
| 2010                                                                            | 2010                                         |                                              | 178                                          | 33#                                          |
| 2015                                                                            | 2015                                         |                                              | 205                                          | 54                                           |
| 2020                                                                            | 2020                                         |                                              | 227                                          | 55                                           |
| Anm.: Ny tätort 1995. Upphörde som tätort 2000. Åter tätort 2015. # Som småort. |                                              |                                              |                                              |                                              |